# 额定电流
额定电流是指用电设备在额定电压下持续工作时的电流，单位为安培。计算方式为额定功率除以额定电压。与之相对应的为工作电流。額定電流也是用電設備在长时间工作时允許通過的最大電流(最大工作電流、非设备短时间允许最大电流)。